# كنارة (علي أباد ملك)
کنارة (بالفارسية: کناره) هي قرية تقع في إيران في قسم علي أباد ملك الريفي. يقدر عدد سكانها بـ 182 نسمة بحسب إحصاء 2016.